# Customer Intelligence
Customer Intelligence (CI) je proces shromažďování a analýzy informací o zákaznících, jejich podrobnostech a aktivitách s cílem budovat hlubší a efektivnější vztahy se zákazníky a zlepšit rozhodování prodejců.

## CRM
Customer Intelligence je klíčovou součástí efektivního řízení vztahů se zákazníky (CRM). Pokud je efektivně implementováno, je bohatým zdrojem informací o chování a zkušenostech zákazníků společnosti.
Příklad: Někteří zákazníci přijdou do obchodu a odejdou aniž by cokoli koupili. Informace o těchto zákaznících/zájemcích (nebo o jejich návštěvách) nemusí v tradičním systému CRM existovat, protože na pokladně prodejny se nezaznamenaly žádné tržby. Přestože nedošlo k žádné obchodní transakci, znalost důvodů odchodu zákazníků z prodejny (třeba tím, že je nebo zaměstnance prodejny požádáte o vyplnění dotazníku) a využití těchto údajů k vyvození závěrů o chování zákazníků je příkladem CI.

## Proces
Customer Intelligence začíná referenčními údaji - základními klíčovými fakty o zákazníkovi jako je jeho zeměpisná poloha.
Tato data jsou pak doplněna transakčními údaji - zprávami o aktivitách zákazníků. Může se jednat o obchodní informace (například historie objednávek), interakce ze zákaznické podpory po telefonu a prostřednictvím e-mailu.
Lze přidat další subjektivní rozměr v podobě průzkumů spokojenosti zákazníků nebo údajů od agentů.
V neposlední řadě může společnost využít poznatky od konkurence a mystery shopping, aby získala lepší přehled o tom, jak si její služby stojí na trhu.
Vytěžením těchto dat a jejich propojením s širšími informacemi o konkurenci, podmínkách v odvětví a obecných trendech lze získat informace o stávajících a budoucích potřebách zákazníků, o tom jak se rozhodují, a předpovědět jejich budoucí chování.

## Příklady zdrojů dat
Analýza řeči - slouží ke sledování telefonických hovorů mezi společnostmi a zákazníky, přičemž pomocí fonetické analýzy nebo převodu řeči na text umožňuje vyhledávat klíčová slova a fráze, klasifikovat typy hovorů a identifikovat trendy.
Sledování kliknutí - tato data slouží ke sledování popularity a používání firemních webových stránek a mohou napovědět o zájmu o produkty a záměru nakupovat. Společnost může například usoudit, že zákazník má zájem o koupi určité služby, pokud tráví čas prohlížením konkrétních produktových stránek.
CRM - softwarové řešení pro správu vztahů se zákazníky, které může uchovávat údaje o množství, typu a kategorii komunikace se stávajícími i potenciálními zákazníky.
Subjektivní data od prodejců - jde o zaznamenávání subjektivnějších údajů týkajících se kontaktů se zákazníky, jako je hlavní příčina toho, že zákazník zvedl telefon (např. obdržel účet), nebo jeho emocionální stav. Může (ale nemusí) být součástí softwarového řešení CRM.
Průzkumy spokojenosti zákazníků a průzkumů trhu - často vytěžované pomocí textové analýzy, kterou lze navíc pro účely zákaznického zpravodajství aplikovat na poznámky kontaktního centra, e-maily a další textové zdroje.

## Výhody
Customer Intelligence poskytuje podrobné informace o zkušenostech zákazníků při interakci se společností a umožňuje předpovídat příčiny chování zákazníků.
Tyto znalosti pak mohou být použity k podpoře efektivnějšího a strategičtějšího rozhodování - například pochopení důvodů, proč zákazníci volají, usnadňuje předvídání (a plánování snižování) počtu hovorů v kontaktním centru.